# 3612 Peale
3612 Peale (1982 TW) là một tiểu hành tinh vành đai chính được phát hiện ngày 13 tháng 10 năm 1982 bởi E. Bowell ở Flagstaff (AM).